# Kungliga klubbar
Kungliga klubbar i Sverige är Kungliga Automobilklubben, Kungliga Motorbåt Klubben, Kungliga Svenska Aeroklubben, Göteborgs Kungliga Segelsällskap och Kungliga Svenska Segelsällskapet. Dessa fem brukar under sammantagen beteckning också kallas "Kungliga klubbarna", och innehar kung Carl XVI Gustafs beskyddarskap. Utöver dessa finns även Kungliga Jaktklubben och Kungliga Lawn Tennis Klubben.